# Guy Chambers
Guy Antony Chambers, född 12 januari 1963 i London, är en engelsk kompositör och skivproducent, känd för sitt långvariga samarbete med Robbie Williams.

## Samarbete med Robbie Williams
Chambers bidrog, både som kompositör och producent, på Robbie Williams första fem album. De nådde alla nummer 1 i Storbritannien och har sålt över 40 miljoner exemplar över hela världen. Chambers skrev de flesta av Williams mest kända låtar, inklusive "Rock DJ", "Feel", "Millenium", "Let Me Entertain You" och "Angels".

## Andra samarbeten
Chambers och Williams upphörde att samarbeta efter inspelningen av Williams femte album, Escapology, färdig 2002. Efter det arbetade Chambers med sådana som INXS och producerade och skrev låtar till deras 2005 album, Switch.
Chambers skrev också låtar för Londons poprockband Busted, som "Fake" och "Better Than This", från deras andra album A Present For Everyone.
2022 samarbetade Chambers med den österrikiska musikern Trickster för att skriva och producera en jullåt som speglar spänningarna och stressen under det året (som blev viralt).

## Utmärkelser
- 3 Ivor Novello Awards
- 3 Brit Awards
- Q Classic Songwriter Award
- MMF Best Produced Record Award